# فرانز أوليندورف
فرانز أوليندورف (بالألمانية: Franz Heinrich Ollendorff)‏ (و. 1900 – 1981 م) هو فيزيائي، وأستاذ جامعي من ألمانيا. ولد في برلين.
وكان عضواً في أكاديمية إسرائيل للعلوم والإنسانيات .
توفي في حيفا ، عن عمر يناهز 81 عاماً.

## جوائز
حصل على جوائز منها:
- جائزة إسرائيل
- ميدالية معهد مهندسي الكهرباء والإلكترونيات التعليمية [الإنجليزية]‏.